# Theresa Merritt
Pour les articles homonymes, voir Merritt.
Theresa Merritt est une actrice américaine née le 24 septembre 1922 à Emporia, Virginie (États-Unis), décédée le 12 juin 1998 dans le  Bronx (New York).

## Carrière
Dans les années 1940, Theresa Merritt est actrice et chanteuse dans des tournées théâtrales.
Dans les années 1960 elle se produit dans des théâtres de Broadway, dans des films et des séries télévisées.
En  1974 elle est connue pour son rôle de Mama Eloise Curtis dans le sitcom That's My Mama.
En 1978 elle joue Tante Emma dans le film The Wiz.
En 1985 elle est nommée pour un Tony Award du meilleur second rôle féminin dans une pièce pour son rôle de Ma Rainey dans la comédie musicale Ma Rainey's Black Bottom.

## Filmographie
- 1969 : J.T. (TV) : Mama Meley
- 1971 : Le Rivage oublié (They Might Be Giants) : Peggy
- 1973 : The Furst Family of Washington (TV) : Eloise 'Mama' Furst
- 1974 : That's My Mama (en) (série TV) : 'Mama' Eloise Curtis
- 1977 : Ningen no shômei : Maria
- 1977 : Adieu, je reste (The Goodbye Girl) : Mrs. Crosby
- 1978 : The Wiz : Aunt Em
- 1979 : The Great Santini : Arrabella Smalls
- 1979 : Que le spectacle commence (All That Jazz) : Cast of NY / LA
- 1982 : La Cage aux poules (The Best Little Whorehouse in Texas) : Jewel
- 1984 : Concealed Enemies (en) (TV) : Clytie Catlett
- 1988 : Astonished : Ida
- 1988 : L'Emprise des ténèbres (The Serpent and the Rainbow) : Simone
- 1988 : Miracle at Beekman's Place (TV) : Sarag Coleman
- 1989 : Silence Like Glass (Zwei Frauen) de Carl Schenkel : l'infirmière Wilson
- 1990 : Voodoo Dawn : Madame Daslay
- 1995 : Billy Madison : Juanita
- 1998 : Dangerous Proposition : Grace
- 1998 : Méli-Mélo (Home Fries) de Dean Parisot : Mrs. Vaughan